# Leicester Square (metrostation)
Leicester Square is een station van de metro van Londen aan de Piccadilly Line en de Northern Line dat op 15 december 1906 werd geopend nabij het gelijknamige Leicester Square.

## Geschiedenis
In 1902 werden de Brompton & Piccadilly Railway en de Great Northern & Strand Railway door hun gezamenlijke eigenaar, Yerkes Group, ondergebracht in een project. De twee lijnen werden fysiek verbonden door een tunnel tussen Piccadilly Circus en Holborn die onder meer onder Cranbourn Street loopt. De noord-zuid lopende Charing Cross, Euston & Hampsted Railway (CCE&HR) was een project uit 1891 dat in 1900 door Yerkes was gekocht. Het station bij de kruising van beide lijnen werd in de plannen opgenomen als Carnbourn Street. Toen op 15 december 1906 de Great Northern, Piccadilly and Brompton Railway (GNP&BR), de latere Piccadilly Line, werd geopend kreeg het station de naam Leicester Square als verwijzing naar het plein op ongeveer 100 meter ten westen van het station. Ruim een half later werd op 22 juni 1907 het eerste deel van de CCE&HR geopend en daarmee ook de perrons bij Leicester Square.
Het stationsgebouw aan de oostkant van Charing Cross Road tussen Cranbourn Street en Great Newport Street werd ontworpen door de huisarchitect van Yerkes, Leslie Green. Het is aan de buitenkant duidelijk herkenbaar als werk van Green door de geglazuurde bloedrode buitengevel en de ramen met bogen op de eerste verdieping. Green maakte gebruik van staalskeletbouw om later verdiepingen op het station te kunnen zetten, wat korte tijd na de opening ook gebeurde. Ondergronds werden de perrons en gangen afgewerkt met tegelwerk waarvoor Green voor ieder station een uniek patroon bedacht zodat de stations ook door laaggeletterden herkend konden worden. 
Zoals voor de Eerste Wereldoorlog gebruikelijk was werden de reizigers tussen de stationshal en de perrons met liften vervoerd. De verdiepingen boven het station zijn bekend als Transad Houese en waren aanvankelijk de kantoren van de uitgever van de  Wisden Cricketers' Almanack en de afbeelding van een wicket staat boven de deur. Daarna werden ze betrokken door het management van de Northern Line en nog later nam ook het management van de Picadilly Line haar intrek. Op de eerste verdieping zijn ondersteunende diensten en een trainingcentrum gevestigd. De toename van het aantal reizigers in de jaren twintig, toen de CCE&HR tot Edgware in het noorden en Morden in het zuiden werd verlengd, en de in 1929 aangekondigde verlengingen van de GNP&BR waren aanleiding om de capaciteit van het station te vergroten.

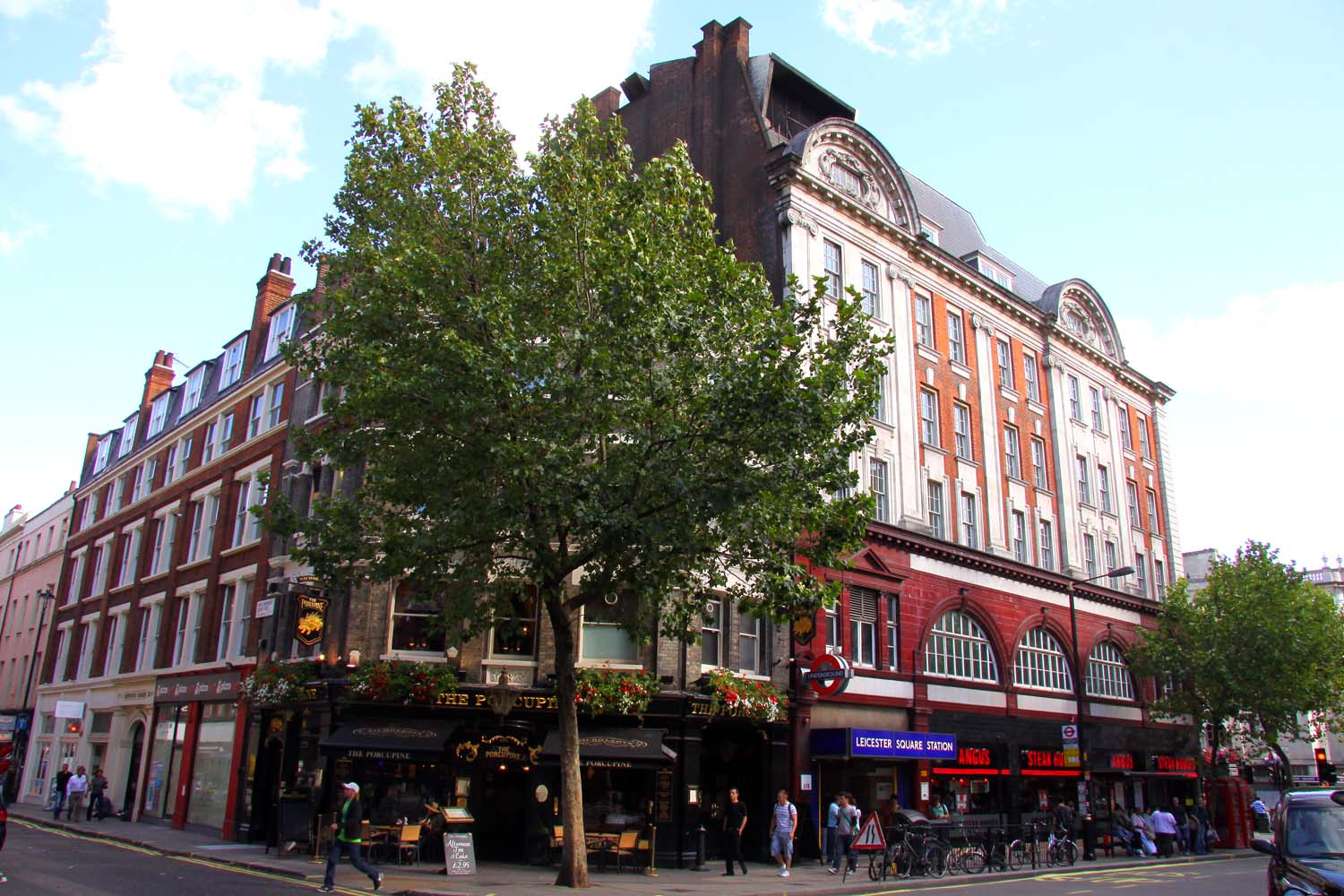
De westgevel van het gebouw van Leslie Green uit 1906
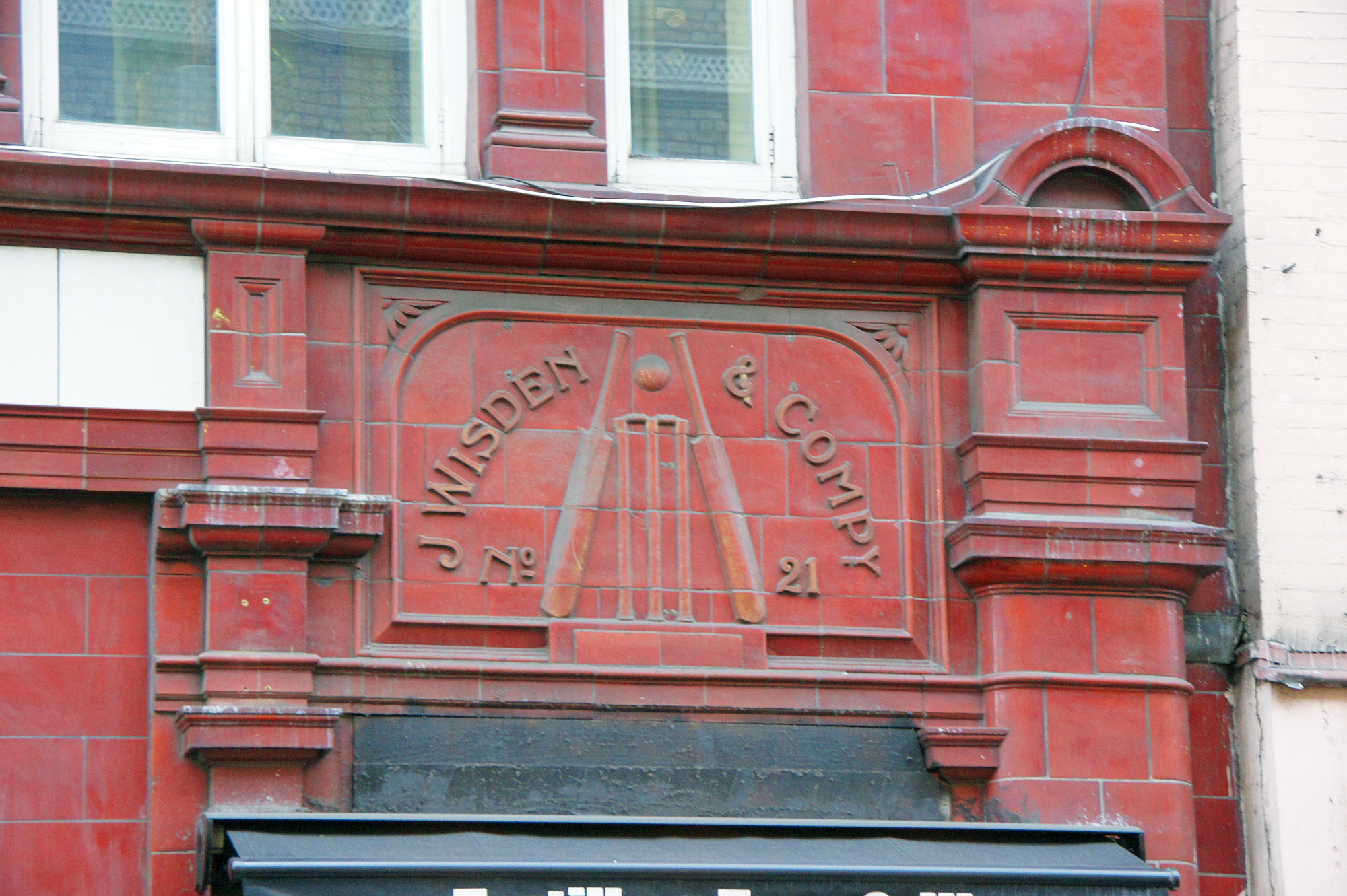
De wicket boven de deur
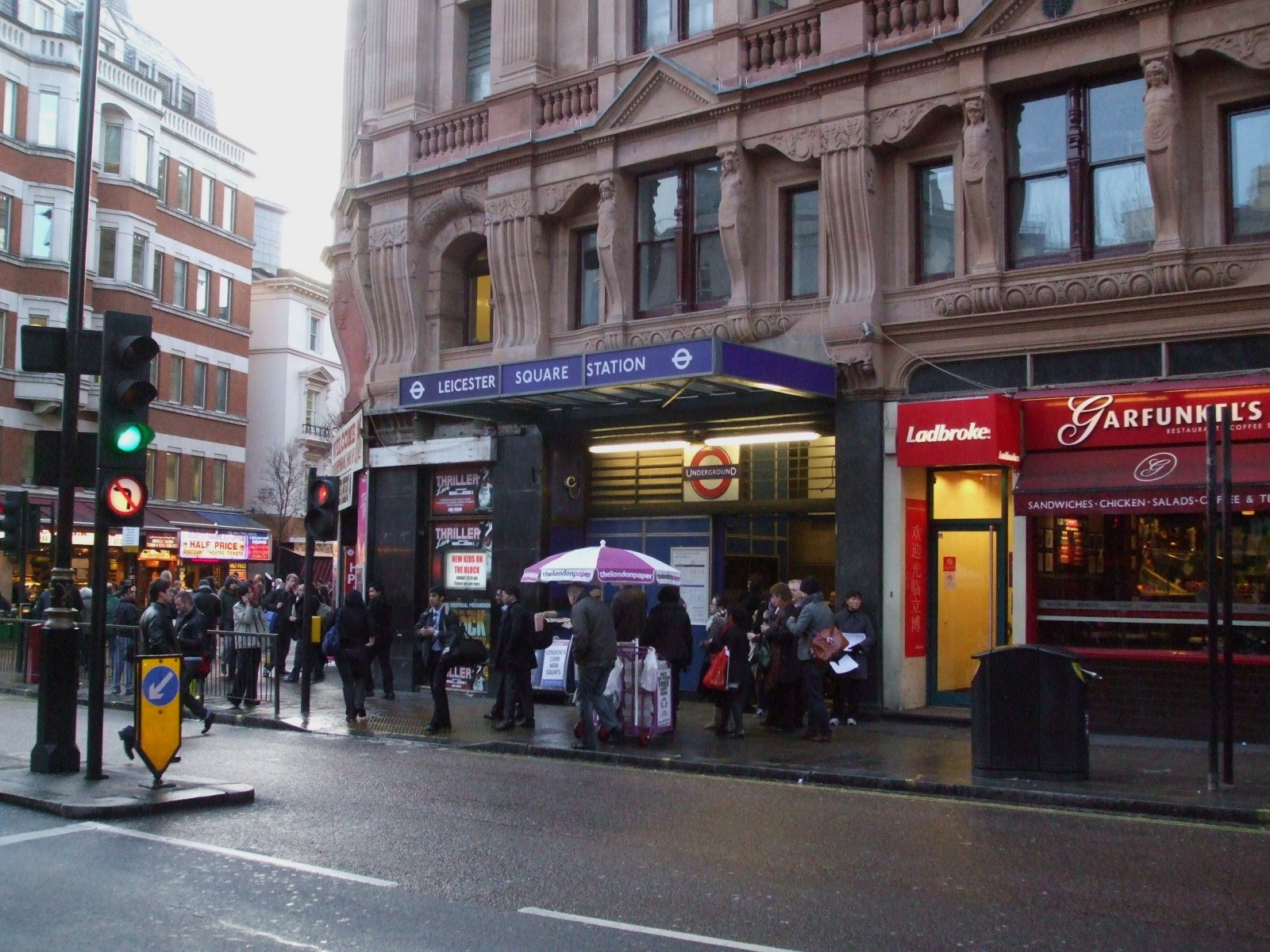
De ingang op de noordwesthoek van het kruispunt

## Roltrappen
In samenhang met de aanleg van de verlengingen van de GNP&BR tussen 1929 en 1933 werden verschillende stations aan de lijn omgebouwd met roltrappen om de doorstroming te verbeteren en de capaciteit te verhogen. Architect Charles Holden ontwierp voor Leicester Square een ronde ondergrondse stationshal vergelijkbaar met die van Piccadilly Circus. Vanuit de nieuwe stationshal onder het kruispunt Cranbourn Street / Charing Cross Road loopt naar iedere lijn een aparte roltrapgroep, de liften werden verwijderd en de liftkokers werden vervolgens gebruikt voor de ventilatie. Aan de zuidkant van Cranbourn Street kwam een toegangstrap met een bovenbouw in de stijl van Holden zoals hij die ook op de verlenging naar Morden had gebruikt. In 1933 werd het openbaar vervoer in Londen genationaliseerd in London Transport, dat de GNP&BR omdoopte in Piccadilly Line.
De nieuwe ondergrondse stationshal en de roltrappen werden in 1935 geopend en in 1937 werd de CCE&HR onderdeel van de Northern Line. Ondergronds ligt de Piccadilly Line op 33 meter diepte, tussen de perrons liggen vaste trappen naar de overstaptunnels een niveau boven de Piccadilly Line. De westelijke tunnel verbindt de westkop van de perrons  van de Piccadilly line met de zuidkop van die van de Northern Line. De oostelijke tunnel komt uit onder de perrons van de Northeren Line en is verbonden met de hal onderaan de roltrappen van de Piccadilly Line die zelf met vaste trappen verbonden is met die perrons. De Northern Line, op 26 meter diepte, kent ook een hal onderaan die roltrapgroep boven de sporen van die lijn, deze hal is eveneens met vaste trappen met de perrons verbonden. De roltrappen naar de Piccadilly Line waren de langste van het hele ondergrondse netwerk, met een lengte van 54 m, totdat in 1992 bij  Angel nieuwe roltrappen met een lengte van 60 m werden geplaatst. Als verwijzing naar de vier bioscopen rond Leiscester Square zijn de tegels langs de perrons aan de boven- en onderrand geschilderd als de randen van filmrollen, blauw langs de Piccadilly Line en zwart langs de Northern Line.

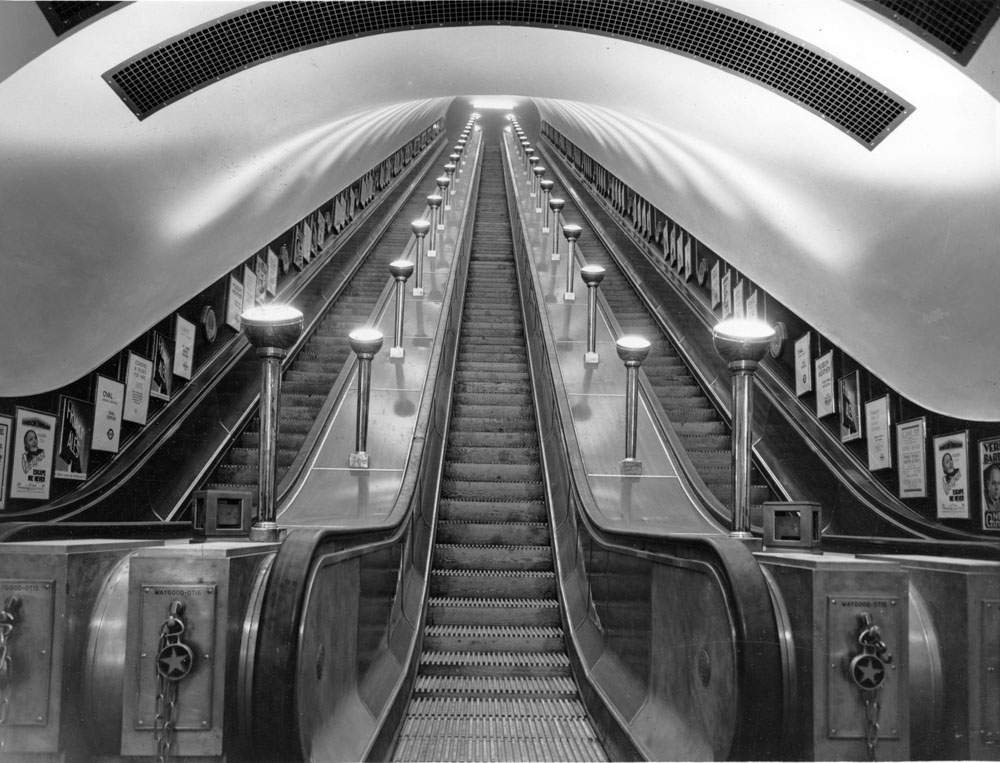
Een van de roltrapgroepen in 1935
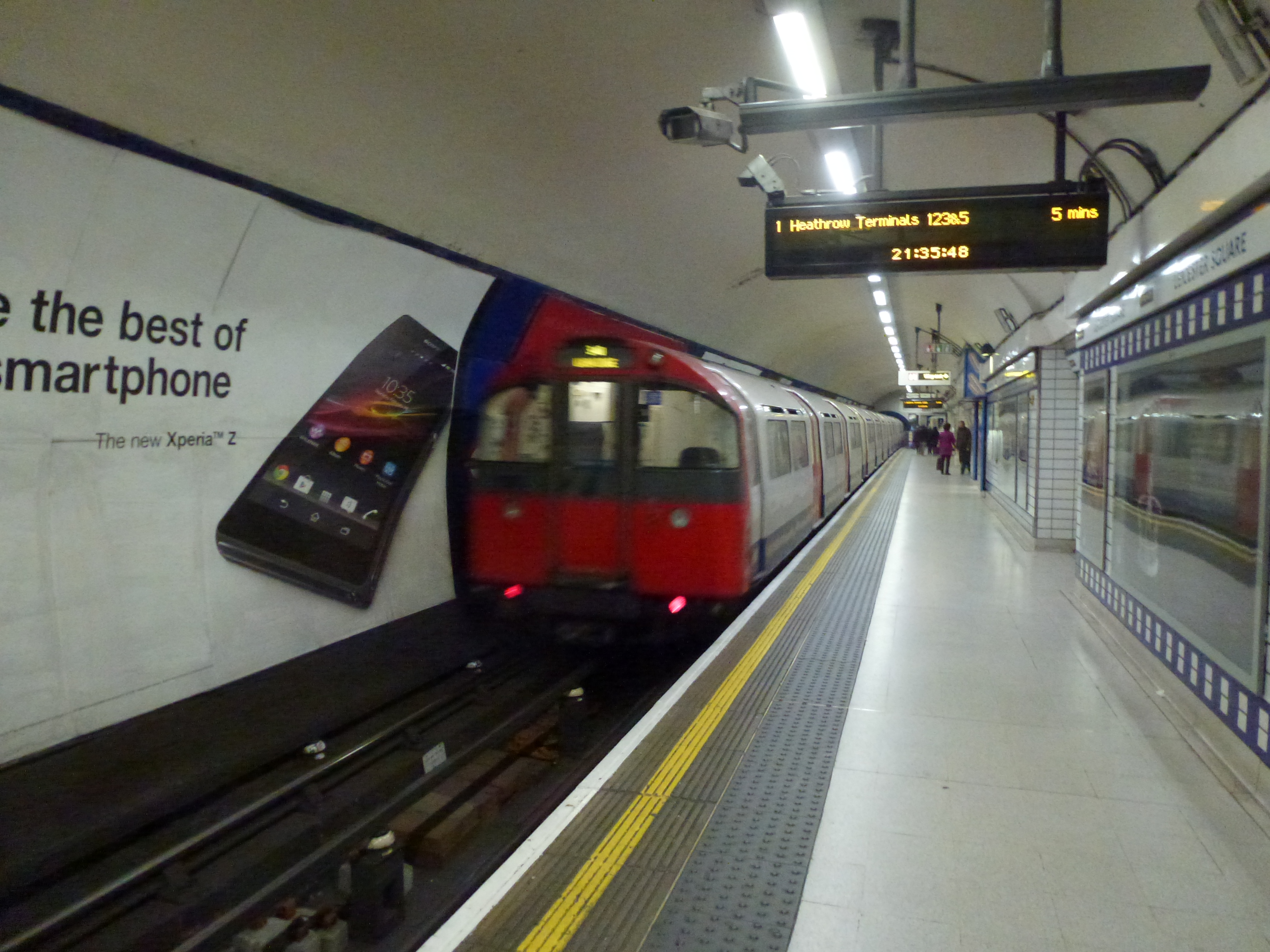
Metro naar Uxbridge langs het perron met filmrol
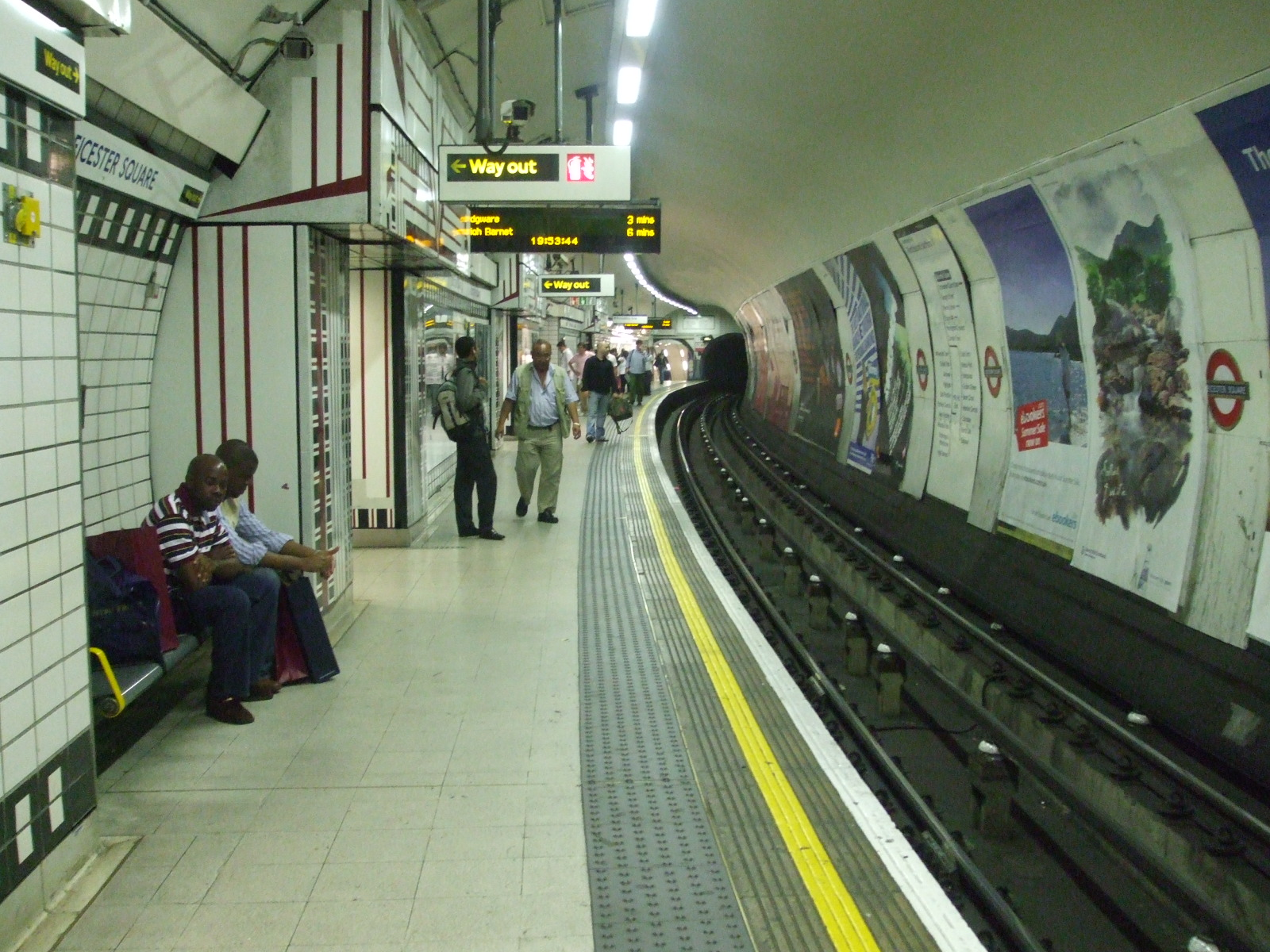
De Northern Line naar het noorden eveneens met filmrol

## Fotoarchief
- London Transport Museum Photographic Archive
  - Leicester Square station voordat het gebouw erboven gebouwd was, 1907
  - Leicester Square station, 1925
  - Originele stationshal in 1927
  - Nieuwe ingang aan de zuidkant van Cranbourn Street, 1935
  - Nieuwe ondergrondse kaartverkoophal na opening in 1935
  - Nieuwe ingang op de hoek van Little Newport Street (nu buiten gebruik), 1955